# Křížová cesta Kuníček – Kuní
Křížová cesta v Petrovicích na Příbramsku vede od kapličky svaté Anny u Kuníčku ke kapličce v Kuní v Petrovicích u Sedlčan, okres Příbram.

## Historie
Dva kilometry dlouhá křížová cesta mezi Kuním a Kuníčkem v Petrovicích vznikla v roce 2000. Jednotlivá zastavení s motivy poslední cesty Ježíše Krista jsou vytesána do místních žulových kamenů. Jejich autorem je akademický sochař Ivar Kodym z obce Jalovčí. Křížová cesta byla roku 2000 i vysvěcena. Vznik křížové cesty iniciovali a na její zhotovení přispěli místní občané.
Cesta je součástí naučné stezky Petrovicko.